# Francesco Jerace
Francesco Jerace (né le 26 juillet 1853 à Polistena – mort à Naples le 18 janvier 1937) est un sculpteur italien de la fin du XIXe et du début du XXe siècle.

## Biographie
En 1869, Francesco Jerace quitte la Calabre pour s’établir à Naples, où il suit les cours de l’Académie des arts.

## Œuvres

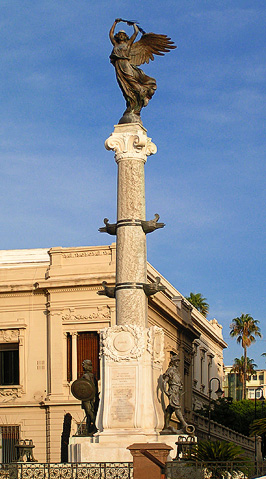
Monument aux morts de la Première Guerre mondiale, à Reggio de Calabre
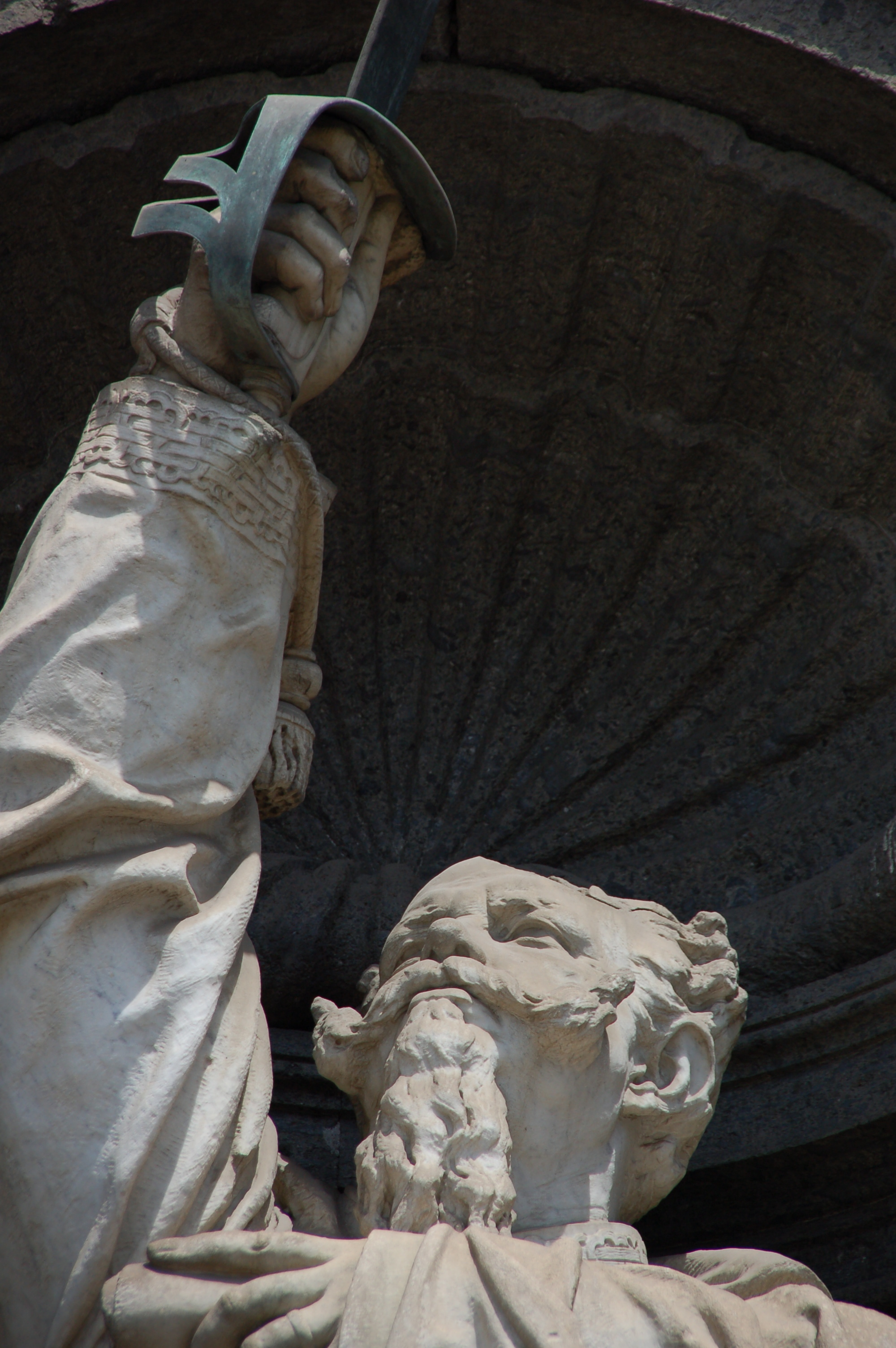
Statue de Victor-Emmanuel II de Savoie, à Naples
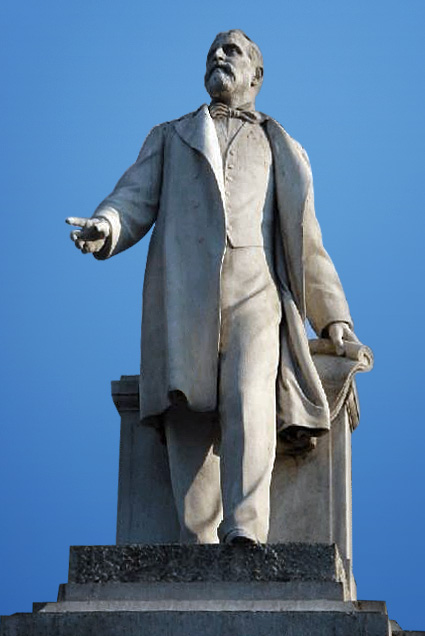
Statue de Giuseppe De Nava, à Reggio de Calabre
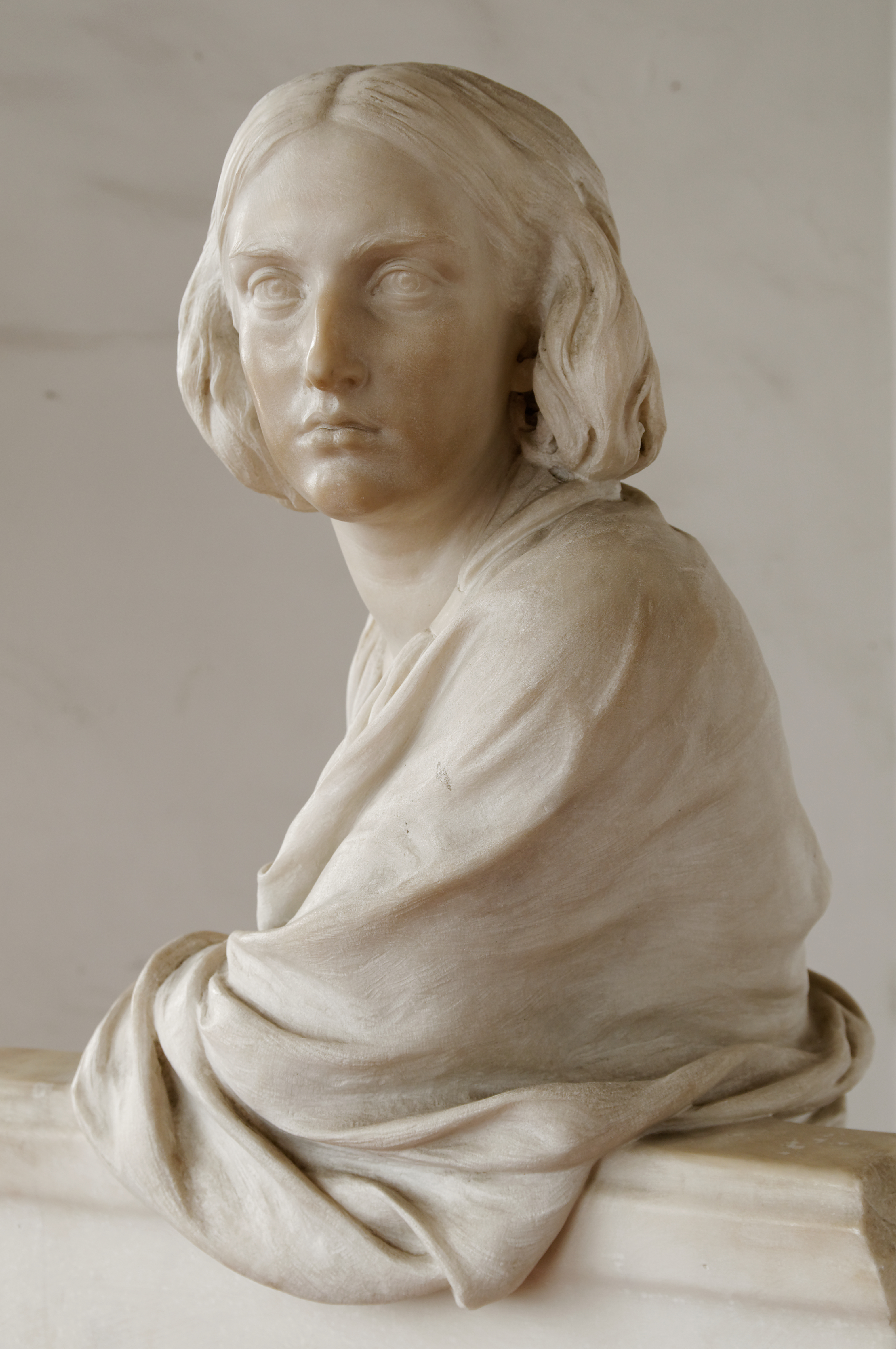
Charlotte de Belgique, impératrice du Mexique, buste. Castel Nuovo, Naples
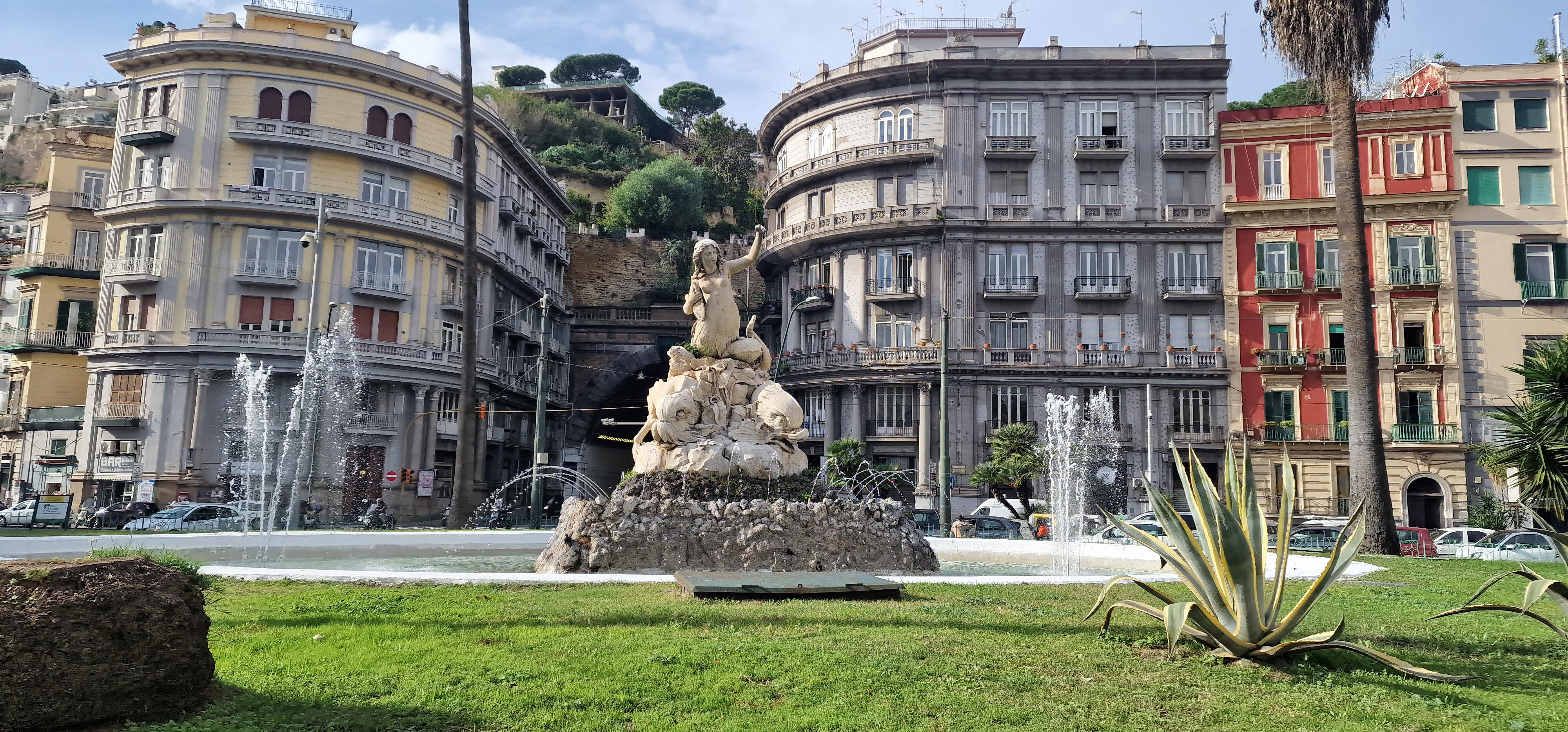
Fontaine de la Sirène, place Sannazaro, Naples